# ایشی‌گورو ۷۳۵۴
سیارک ۷۳۵۴ (به انگلیسی: 7354 Ishiguro، نامگذاری:1995BR1) هفت هزار و سیصد و پنجاه و چهارمین سیارک کشف شده‌است که در ۲۷ ژانویه ۱۹۹۵ کشف شد.
قدر مطلق سیارک برابر ۳۳.۸ است.